# Francesc Izard i Bas
Francesc Izard i Bas (Sabadell, 18 de febrer de 1872 - 24 de juliol de 1957) fou un enginyer industrial català.

## Biografia
Es formà a l'Escola d'Enginyers Industrials de Barcelona, en l'especialitat de mecànica, entre els anys 1891 i 1895. Va fer pràctiques a la Maquinista Terrestre i Marítima.
De seguida va entrar a treballar al taller mecànic familiar fundat per l'avi matern, Francesc Bas i Tarré, el qual s'acabà denominant Successors de Francesc Bas. Com a tinent d'alcalde i membre de la Comissió de Foment de l'Ajuntament de Sabadell entre els anys 1912 i 1913, fou l'impulsor i autor del projecte d'elevació de les aigües del riu Ripoll al pla de Sabadell. Cinc anys després, l'any 1918, va participar en el projecte de construcció de la Torre de l'Aigua, una torre d'aigua construïda entre 1913 i 1915, i que actualment és un emblema arquitectònic de la ciutat. També intervingué en la constitució de la Companyia d'Aigües de Sabadell, un edifici modernista situat al carrer de la Indústria, al centre de la ciutat.
Projectà moltes instal·lacions industrials de Sabadell, i a més fou assessor tècnic de diverses comanyies locals de servei públic, com La Energía, SA, Fàbrica de Gas i La Electricidad, SA. També participà en altres projectes d'edificacions industrials i d'instal·lacions de maquinària de Catalunya i Espanya.

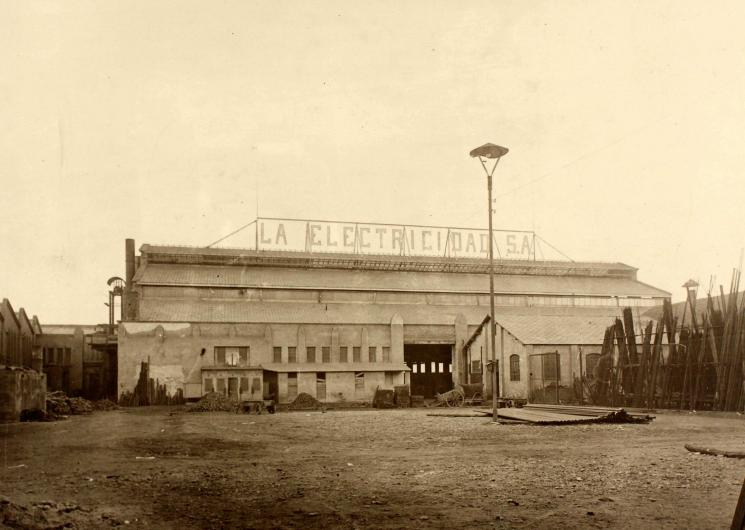
La Electricidad

A Sabadell va projectar les xemeneies del vapors següents:
- Vapor Buxeda Vell - La Mercantil Sabadellense (1906)
- Vapor de Llagostera i Sampere (1907)
- Vapor de Francesc Sampere i Germans (1918)

També projectà algunes xemeneies que no s'han conservat, com per exemple la de cal Jepó Nou (1909) i la de La Electricidad, SA (1952).
Va ser el pare de Maria Josepa Izard i Llonch, ballarina i esportista.